# Metropolitana di Santiago del Cile
La metropolitana di Santiago del Cile (in spagnolo Metro de Santiago) è il sistema ferroviario metropolitano più ampio del Sudamerica e il quarto maggiore delle Americhe per numero di passeggeri trasportati dopo New York, Città del Messico e San Paolo del Brasile.
È costituita da una rete di sei linee in esercizio al 2018 per un totale di 136 stazioni. Nel 2016 l'intera rete ha trasportato 670 milioni di passeggeri, con una media di circa 2,4 milioni di passeggeri al giorno.

## Storia e progetti
La metropolitana fu inaugurata nel 1975 ma il suo piano originale è del 1944; i lavori iniziarono nel 1968. Il piano originale era di 5 linee, in seguito ne fu aggiunta anche una sesta.

## Linee
- Linea , tra San Pablo e Los Dominicos. È stata la prima linea ad essere costruita, la prima parte è stata infatti inaugurata nel 1975 ma il tratto finale verso Los Dominicos è stato completato soltanto nel 2010. La linea, identificata con il colore rosso, misura 20 km e conta 27 stazioni, generalmente il tempo di percorrenza è di circa 30 minuti ed è la più utilizzata della città, il 49% dei viaggi infatti vengono effettuati sulla linea 1 che percorre l'asse economico di Santiago.
- Linea , tra Vespucio Norte e Hospital El Pino. Attraversa la città da Nord a Sud percorrendo 20,6 km e attraversando 26 stazioni, è identificata dal colore giallo. Al contrario della linea 1, la linea 2 collega le aree perlopiù residenziali della città con il centro. Dal 2009 è stato introdotto nelle ore di punta il sistema "express" caratterizzato da treni del "percorso rosso" e treni del "percorso verde", i treni di ciascun percorso fermano solo nelle stazioni identificate dallo stesso colore, generalmente si alternano stazioni "verdi" e "rosse", sulla linea ci sono inoltre 7 stazioni in cui fermano tutti i treni.
- La Linea , tra Plaza Quilicura (Quilicura) e La Reina. È stato inaugurato il 22 gennaio 2019 ed è la seconda linea moderna dopo la linea 6 inaugurata nel 2017.
- La Linea , tra Tobalaba (Providencia) e Puente Alto, a sud. Fu inaugurata per il primo tratto nel 2005, è la seconda linea più lunga della rete misurando 24,7 kmm, comprende 23 stazioni ed è identificata dal colore blu. Nel 2007 è stato attivato su questa linea per la prima volta il sistema express, utilizzato poi anche sulla lina 2 e 5, questo sistema consente di risparmiare circa di 10 minuti nelle ore di punta dei 40 necessari generalmente a percorrere l'intera linea.
  - Linea , tra La Cisterna e Vicuna Mackenna. Identificata con il colore azzurro è in realtà una biforcazione della linea 4, è la più breve della rete.
- Linea , tra Pudahuel e La Florida. Fu aperta nel 1997 ma i lavori continuano e nel 2011 è stato aperto l'ultimo tratto fino a Plaza de Maipù. È la linea più lunga, circa 30 km, e ferma in 30 stazioni. Anche questa linea, che attraversa il centro storico di Santiago e consente il cambio con la linea 1 nella centralissima stazione di Baquedano, conta con il sistema "express" nelle ore di punta.
- Linea , tra Cerrillos e Los Leones. È stato inaugurato il 2 novembre 2017.

## Cultura e arte
Già dal suo inizio la Metro di Santiago si è interessata alla promozione dell'arte e della cultura. Fanno parte di questo ambito infatti le iniziative Bibliometro, che consiste nel prestito di libri nelle stazioni della metropolitana, la promozione di eventi culturali attraverso i pannelli di MetroCultura collocati nella maggioranza delle stazioni e altre attività patrocinate dalla fondazione MetroArte. Alcune stazioni inoltre incorporano al loro interno diverse opere d'arte, come ad esempio la stazione Universidad de Chile con il murale "Memoria visual de una nación" di Mario Toral o l'opera "Verbo America" di Roberto Matta installata nel 2008 nella stazione Quinta Normal.
In alcune stazioni inoltre sono presenti alcuni diorama che rappresentano eventi della storia del paese.

## Progetti futuri
Nel 2028 verranno inaugurate le linee , mentre il prolungamento della  verso le stazioni di Lo Errázuriz e Isidora Goyenechea nello stesso anno, mentre la  nel 2030, il tratto della  tra le stazioni La Pintana e Bio-Bio nel 2030, mentre il tratto tra il Maule e Puente Cal y Canto nel 2032 e l'ultimo tratto tra le stazioni La Pintana e Plaza de Puente Alto nel 2033.